# Accuride
Accuride Corporation, (NYSE: ACW), är ett amerikanskt bolag som designar, tillverkar och levererar bland annat komponenter, däck, karosser och delar av chassi till den nordamerikanska fordonindustrin för gällande kommersiella fordon. Kunder är bland annat Freightliner, Mack Trucks, Navistar International och Peterbilt.
Accuride bildades 1986 i syfte för att förvärva den amerikanska däcktillverkaren Firestone Tire and Rubber Company:s tillverkningsdivision och detta finansierades av riskkapitalbolaget Bain Capital med framtida senatorn Mitt Romney i spetsen. Investeringen var på $5 miljoner och efter 18 månader så fick de tillbaka $120 miljoner när de sålde Accuride till ett konglomerat inom gruvnäringen. Det var främst den här företagsförsäljningen som marknaden förstod att man kunde räkna med Bain Capital.
Accuride har drabbats hårt av den globala finanskrisen som drabbade världen och framförallt fordonsindustrin, de har gått back sedan 2008 och i oktober 2009 ansökte de om konkursskydd i förhoppning om att få tid på sig att omorganisera bolaget så att det kunde bli lönsamt igen. I november samma år så godkände domstolen Accuride:s begäran. Efter mindre än fem månader, rättare sagt den 26 februari 2010, kunde de ta bort konkursskyddet efter att fått omorganisera i lugn och ro samt att de fick in nytt kapital i koncernen. De har inte presenterat en årlig vinst i en årsrapport på sex år.